# You Are the Music... We're Just the Band
You Are the Music... We're Just the Band è il terzo album in studio del gruppo musicale britannico Trapeze, pubblicato nel 1972.

## Tracce
1. Keepin' Time – 3:42 (Mel Galley, Tom Galley)
2. Coast to Coast – 4:02 (Glenn Hughes)
3. What Is a Woman's Role – 5:45 (Hughes)
4. Way Back to the Bone – 5:30 (Hughes)
5. Feelin' So Much Better Now – 3:40 (Hughes)
6. Will Our Love End – 5:07 (Hughes)
7. Loser – 4:45 (M. Galley, T. Galley)
8. You Are the Music – 5:21 (M. Galley, T. Galley)

## Formazione
Gruppo
- Glenn Hughes – basso, voce, piano
- Mel Galley – chitarra
- Dave Holland – batteria, percussioni

Altri musicisti
- B. J. Cole – steel guitar (tracce 1, 2)
- Rod Argent – piano elettrico (2), piano (5)
- Kirk Duncan – piano elettrico (3)
- John Ogden – percussioni (3)
- Frank Ricotti – vibrafono (6)
- Jimmy Hastings – sassofono alto (6)